# Paraphemone multimaculata
Paraphemone multimaculata là một loài bọ cánh cứng trong họ Cerambycidae.